# Elena M. Wolf
Elena M. Wolf   (Moscou, 1927 - Moscou, 1989) va ser una lingüista i catalanista russa.
Doctorada en filologia, va ser cap del Departament de Lingüística Romànica de l'Institut de Lingüística de l'Acadèmia de Ciències de l'URSS. Els seus estudis comprenen l'estudi del català medieval i la literatura catalana de l'època, especialment el lul·lisme, així com els estudis catalans a la Unió Soviètica.
Va escriure "Estudis de llengua i literatura catalanes a l'URSS", dins de El català a Europa i a Amèrica (1982), “K istóric katalanístiki v Rossic i v SSSR” ‘Cap a una història de la catalanística a Rússia i a l'URSS', dins la revista “Iberica. Kultura naródov Pireniskogo poluóstrova” (1983). En col·laboració amb I.I. Txelixeva va escriure també, “Katalanístika v Rossic i v SSSR. Bibliografítxeski ukasàtel” ‘Els estudis catalans a Rússia i l'URSS. Una guia bibliogràfica’, “Iberica” (1989).